# Igor Dawidowitsch Oistrach

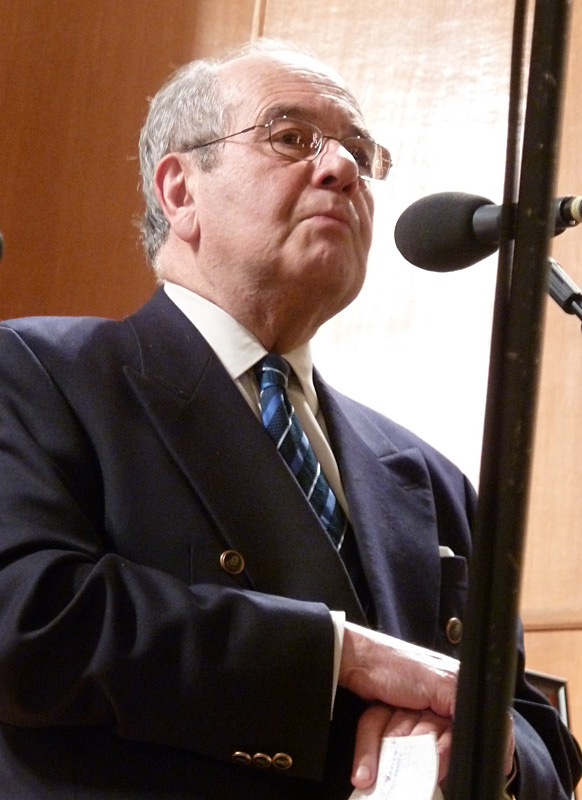
Igor Oistrach (2010)

Igor Dawidowitsch Oistrach (ukrainisch Ігор Давидович Ойстрах Ihor Dawydowytsch Ojstrach; russisch Игорь Давидович Ойстрах, wiss. Transliteration Igor Davidovič Ojstrach; * 27. April 1931 in Odessa; † 14. August 2021 in Moskau) war ein sowjetischer (russisch-ukrainischer) Geiger.

## Leben
Igor Oistrach war der Sohn von Dawid Oistrach und einer der bedeutendsten Schüler seines Vaters.

### Studium
Mit 6 Jahren begann er, wie auch sein Vater, Violine zu spielen. Er nahm Unterricht bei Waleri Merenblum und Pjotr Stoljarski und studierte am Moskauer Konservatorium unter anderem in der Meisterklasse seines berühmten Vaters Dawid, mit dem er ein Vierteljahrhundert lang ein gefeiertes Duo bildete. 1947 gaben sie ein erstes gemeinsames Konzert mit Bachs d-Moll-Konzert und Mozarts Sinfonia concertante, die zum Markenzeichen gemeinsamen Musizierens wurden.

### Konzertlaufbahn
Sein Debüt in der westlichen Welt gab er an der Royal Albert Hall. Es folgten Konzerttourneen durch die USA, Europa, Russland, Kanada, Südamerika, Japan und Australien. Er trat zusammen mit den bedeutendsten Orchestern und Dirigenten der Welt auf und konzertierte mit Pablo Casals und Yehudi Menuhin. Ab 1968 betätigte er sich auch als Orchesterdirigent und Bratscher.

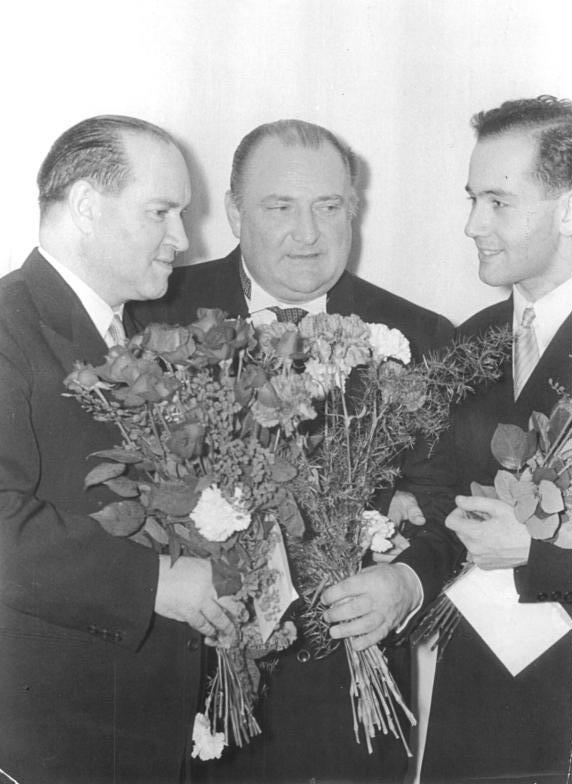
Dawid Oistrach, Franz Konwitschny und Igor Oistrach 1957.

## Preise und Auszeichnungen
Erste Preise gewann Igor Oistrach beim internationalen Wettbewerb in Budapest 1949 und beim Internationalen Henryk-Wieniawski-Violinwettbewerb 1952 in Posen.
Für die Einspielung sämtlicher Beethoven-Sonaten zusammen mit seiner Frau, der Pianistin Natalia Serzalowa, wurde das Künstlerpaar 1970 mit der Ehrenmitgliedschaft des Beethoven-Hauses in Bonn ausgezeichnet. Ihre Aufnahme sämtlicher Violinsonaten Mozarts für die Schallplattenfirma Ariola-Eurodisc wurde 1981 mit der Wiener Flötenuhr ausgezeichnet.
Nach ihm und seinem Vater wurde 2003 ein Asteroid benannt: (42516) Oistrach.

## Pädagogische Tätigkeit
Ab 1996 war Igor Oistrach Professor am Königlichen Konservatorium Brüssel. Sein Sohn Waleri Oistrach (* 19. September 1961), ebenfalls ein bekannter Violinist, setzt die Familientradition in dritter Generation fort.
Viele seiner Schüler sind heutzutage bedeutende Künstler, darunter auch die slowakisch-österreichische Geigensolistin Jela Špitková.